# Relentless Records
Relentless Records (vaak afgekort tot Relentless) is een platenmaatschappij uit het Verenigd Koninkrijk. De maatschappij wordt beheerd door EMI en Virgin Records.

## Geschiedenis
Relentless werd in 1999 opgericht door Shabs Jobanputra en Paul Franklyn. Eerst was de maatschappij gericht op de verkoop van urban muziek, maar na een tijdje begon de maatschappij ook Britse pop en rock te verkopen, dit onder beheer van EMI. De verkoop van The Soul Sessions van Joss Stone was de grootste voor Relentless, binnen een paar jaar werden er in het VK 3,5 miljoen platen verkocht.
Nu is onder andere KT Tunstall een artiest bij Relentless.